# Carlos Fanta
Pour les articles homonymes, voir Fanta (homonymie).
Carlos Fanta, né le 21 août 1890, et mort le 8 décembre 1964, est un footballeur, entraîneur, président de club et arbitre chilien de football.

## Biographie
Joueur de Santiago National et de Deportes Magallanes, il est le premier sélectionneur du Chili en 1916, avec un match nul et quatre défaites en cinq matchs. De plus, il participe à la Copa América 1916, où le Chili termine dernier de la compétition.
Premier président de Universitario FC, secrétaire de l'Asociación de Football de Santiago, directeur honoraire de Colo-Colo, président de la Comisión de Arbitraje de fútbol de Chile et de la Federación Sportiva Nacional, il est un personnage important du football chilien au début du XXe siècle. De plus, il est chargé des sports dans le journal La Nación. Il est aussi médaillé de la Médaille du Mérite sportif.

## Carrière d'arbitre
Il officie dans des compétitions majeures : 
- Copa América 1916 (3 matchs)
- Copa América 1917 (1 match)
- Copa América 1920 (2 matchs)
- Copa América 1924 (1 match)
- Championnat du Chili de football 1933 (finale)